# Charles Adams (hokej na ledu)
Charles Francis Adams, ameriški poslovnež in športni funkcionar, * 18. oktober 1876, Newport, Vermont, Vermont, ZDA, † 2. oktober 1947, Boston.
Adams je bil lastnik družbe Finast, ene največjih ameriških verig živilskih trgovin tistega časa. V sezoni 1924/25 je postal prvi lastnik novoustanovljenega NHL kluba Boston Bruins. Bruinse je leta 1929 popeljal do prvega Stanleyjevega pokala v klubski zgodovini.
Vlagal je tudi v druge športe, med drugim je bil lastnik še bejzbolskega kluba Boston Braves in hipodroma Suffolk Downs. Kasneje mu je sicer komisar Kenesaw Mountain Landis zaradi deleža v hipodromu Suffolk Downs naložil prodajo Bravesov.
Leta 1974 je liga NHL v njegovo čast eno od divizij Konference valižanskega princa imenovala za Adamsovo divizijo. Divizija je obstajala 19 sezon, do leta 1993, ko so ligo preoblikovali in divizijo preimenovali v Severovzhodno.
Adamsa so leta 1960 za njegov prispevek hokeju na ledu uvrstili v Hokejski hram slavnih lige NHL.